# Herbulotides griveaudi
Herbulotides griveaudi là một loài bướm đêm trong họ Geometridae.